# África Adalia
África Adalia (Madrid, 1 de desembre de 1995) és una cantant madrilenya.
Es va donar a conèixer després de participar en Operación Triunfo 2018, programa en el qual va acabar a la 15a posició, convertint-se en la 2ª expulsada de l'edició.

## Biografia
L'África Adalia va néixer a Madrid l'1 de desembre de 1995. Filla de Pedro Adalia i Pilar, África rebé des de petita classes de solfeig i de violí, a més de la seva participació al cor de la Comunitat de Madrid, amb el qual va arribar a cantar a òperes al Teatre Real de Madrid o a El Hormiguero.
Tot i haver nascut a la capital, s'ha sentit des de jove arrelada al poble segovià de Migueláñez degut al fet que la seva àvia Juana Alonso i la seva tieta Rosario Adalia hi viuen i que hi tenen una casa familiar.
Malgrat la seva passió per la música, África va començar Disseny Gràfic i Multimedia Interactiva a la Universitat Francisco de Vitoria i es va veure obligada a abandonar el cor degut a la falta de temps, fins que el 2018 es presentà al càsting d'Operación Triunfo 2018.

## Carrera

### 2018:Operación Triunfo
El 2018, Àfrica es presentà al càsting d'Operación Triunfo 2018, que tornava amb més força que mai després de l'èxit d'Operación Triunfo 2017, i després de cantar 4 cançons ( Will you still love me tomorrow de The Shirelles, Catalina de Rosalía, Killing me softly de The Fugees i Bésame mucho de Vicente Fernández) va ser escollida per continuar al càsting entre més de 16.000 concursants. El 19 de setembre de 2018 s'auncià que Àfrica havia arribat a la Gala 0 del programa, en què de 18 concursants 16 entren a l'academia, i aquella mateixa nit cantà Tuyo de Rodrido Amarante. Aclamada entre els professors i el jurat, es postulava com una de les millors veus del programa, però es trobà al punt de mira del públic al protagonitzar diverses polèmiques en les que se l'acusava d'irrespectuosa amb la que és la seva actual parella, Damien, concursant també del programa. Va ser juntament amb aquest a la Gala 1 que el jurat va proposar-la perquè abandonés l'acadèmia per va ser salvada pels professors, que no van ser tan compassius després de la seva actuació a la Gala 2 amb la seva amiga íntima dins del concurs Maria Escarmiento, jutjada com una de les pitjors actuacions del programa. Tot i així, la seva companya es salvà mentre ella resultava nominada per acabar abandonant el programa a la Gala 3. Més tard participaria el 2019 a la gira d'Operación Triunfo 2018 amb els seus companys d'edició.

### 2019-present: Inici carrera musical i cinematogràfica
El 12 de novembre de 2019, Àfrica anunciava la seva participació a la sèrie Badoo Dating Stories juntament amb Paula Cariatydes, i no va ser fins un any més tard d'anunciar el guanyador de la segona edició d'Operación Triunfo (13 desembre 2019) que Àfrica anunciava el llançament del seu primer single Por Tu Fuego, precedit per Look so good, una col·laboració amb la seva parella Damien, llençada 3 mesos després (27 febrer 2020). Entremig dels dos llençaments també anuncià una segona aparició a Badoo, aquest cop en un petit vídeo anomenat Súper consejitos con África Adalia by Badoo.

## Estil musical
Àfrica es declara apassionada del pop internacional, tot i que afirma que els seus gustos musicals són molt amplis: es desplaça entre l'R&B i el reggaeton. Entre les seves inspiracions s'hi troben Adele, Rihanna, Rosalía i Beyoncé, i es pot comprovar en que el seu primer llançament es tracta d'un pop llatí mentre que la col·laboració amb la seva parella és un R&B en castellà i anglès.

## Discografia

### Senzills
- 2019: Por Tu Fuego
- 2020: Feels

### Col·laboracions
- 2020: Look so good (amb Damien)
- 2021: Soltera (amb MARIA SIOKE)